# 清明高等学校 (三重県)
清明高等学校（せいめいこうとうがっこう）とは、三重県度会郡小俣町（現・伊勢市）にあった私立高等学校。

## 概要
- ユニチカ宮川工場（現・ユニチカテキスタイル宮川工場）の敷地内にあった。
- 創立当時、宮川モスリン株式会社の工場に働く女子従業員に対し高校教育を行い、有為有能な実務婦人を養成する目的で設立した。会社としては従業員の募集が容易になることを期待した。
- 仕事の交代勤務のため二交代制をとり、8時45分と14時10分からそれぞれ4時間授業を行っていた。
- 現在でも工場周辺の自治区名として「清明」が用いられている。
- 定時制普通科の4年制[1]。

## 沿革
- 1921年11月10日 - 宮川モスリン株式会社が創立する。
- 1929年9月1日 - 宮川モスリン株式会社の工場内に私立宮川清明女学校が設立する。（修業年限は本科が4ヵ年、研究科が2ヵ年）
- 1937年6月29日 - 宮川モスリン株式会社が宮川毛織株式会社と改称する。
- 1941年3月26日 - 宮川毛織株式会社が大日本紡績株式会社（現・ユニチカ）と合併、学校は大日本紡績に移管される。
- 1948年12月15日 - 学制改革により財団法人清明高等学校と改称する。（普通課程、修業年限5ヵ年の定時制）
- 1951年3月10日 - 私立学校法の公布により学校法人清明高等学校に組織変更する。修業年限が4ヵ年となる。
- 1970年2月26日 - 専攻科設置の許可を受け、被服科の専科と別科を設ける。
- 1997年 - 廃校[1]。